# Cucullia lorica
Cucullia lorica är en fjärilsart som beskrevs av Ronkay 1987. Cucullia lorica ingår i släktet Cucullia och familjen nattflyn. Inga underarter finns listade i Catalogue of Life.